# Дружинин, Геннадий Иннокентьевич
Геннадий Иннокентьевич Дружинин (род. 1 августа 1951, посёлок Предивинск Большемуртинско района Красноярского края) — российский политический деятель. Депутат Государственной Думы третьего созыва (2000—2003).

## Биография
До 1982 служил участковым милиционером в Красноярске, в Зелёной Роще. Был комиссован по состоянию здоровья.
В конце 80-х годов занялся производством и продажей полиэтиленовых пакетов.
До января 1994 — генеральный директор ПКФ «Металэкс».
С января 1994 — генеральный директор ПКФ «СТМ» (розлив подсолнечного масла в пластиковые бутыли). С 2000 по 2018 года компания занималась покупкой и продажей недвижимости. Компания была в собственности Дружинина и Елены Негиной.
С июня 1996 по август 1997 — председатель совета директоров ОАО «Красноярский алюминиевый завод» (КрАЗ). Владел 10 % акций завода. Затем до мая 2000 — член совета директоров ОАО «КрАЗ».
По одной из версий является инициатором строительства базы отдыха «Орлиха» в Зеленой роще, которую также называют «дачей Быкова».
С декабря 1997 — председатель попечительского совета Красноярского краевого благотворительного фонда «Духовное возрождение».
С мая 1998 по июнь 1999 — член совета директоров ОАО "Банк «Металэкс».
В 1998 был избран депутатом Законодательного собрания Красноярского края.
В 1999 занялся созданием инвестиционной нефтегазовой компании «СеНГИКо» (разработка нефтегазовых месторождений в Эвенкии).
23 июня 1999 в офисах Дружинина и председателя совета директоров «КрАЗа» Анатолия Быкова были проведены обыски.
18 марта 2002 года близ Красноярска в автокатастрофу попали Геннадий Дружинин и генерал-лейтенант милиции Петрунин, ранее работавший начальником Красноярского краевого УВД. В результате лобового столкновения с другой автомашиной Дружинин получил перелом ребра и ушибы. Петрунин перенес инсульт, и в тяжелом состоянии находился в одной из больниц Красноярска.
После 2003 года был заместителем губернатора Эвенкии.
В этом же году была зарегистрирована компания «ОКТАВА-2003», где Дружинин числился одним из учредителей.
В 2020 году признан судом банкротом.

### Депутат госдумы
В 1999 году был избран депутатом Государственной думы ФС РФ от Эвенкийского одномандатного избирательного округа N 224, набрав 2355 голосов (30.13 % от всех проголосовавших).

### Заместитель губернатора ЭАО
Работал заместителем губернатора Эвенкийского автономного округа в 2003—2006 гг.

### Семья
Женат. Сын Алексей, с 1995 года учился в КВКУРЭ ПВО. дочь. Семья с 1996 живёт в Лондоне.